# Epupa Falls
Epupa Falls nebo také Quedas do Monte Negro je soustava vodopádů na řece Kunene na hranici mezi Namibií a Angolou. Leží nedaleko města Opuwo v namibijském regionu Kunene, dosahuje maximální výšky 37 metrů a šířky okolo 500 metrů. Název vodopádů znamená v jazyce místních Hererů „pěnící voda“. Lokalita patří k nejvýznamnějším turistickým atrakcím v regionu, v okolí se nachází řada kempů, provozuje se rafting. Břehy jsou porostlé baobaby a mopany, v okolí vodopádů žije orel jasnohlasý, agapornis růžohrdlý a drozdík rezavoocasý, řeka je plná krokodýlů. Existuje projekt na využití vodopádů pro výrobu elektrické energie, který však naráží na nesouhlas místních obyvatel.